# For Ever
For Ever é o segundo álbum de estúdio da banda britânica de neo soul, Jungle. O álbum foi lançado em 14 de setembro de 2018 pela XL Records.

## Faixas
| N.º            | Título                          | Duração |  |
| 1.             | "Smile"                         | 3:07    |  |
| 2.             | "Heavy, California"             | 3:05    |  |
| 3.             | "Beat 54 (All Good Now)"        | 4:07    |  |
| 4.             | "Cherry"                        | 3:16    |  |
| 5.             | "Happy Man"                     | 3:12    |  |
| 6.             | "Casio"                         | 3:54    |  |
| 7.             | "Mama Oh No"                    | 3:17    |  |
| 8.             | "House In LA"                   | 4:44    |  |
| 9.             | "Give Over"                     | 3:33    |  |
| 10.            | "Cosurmyne"                     | 3:40    |  |
| 11.            | "Home"                          | 2:12    |  |
| 12.            | "(More and More) It Ain't Easy" | 3:12    |  |
| 13.            | "Pray"                          | 4:41    |  |
| Duração total: | Duração total:                  | 46:00   |  |

## Gráficos
| Gráficos (2018)                               | Posição pico |
| --------------------------------------------- | ------------ |
| Austrália (ARIA)                              | 28           |
| Bélgica (Ultratop Flandres)                   | 13           |
| Bélgica (Ultratop Valônia)                    | 87           |
| Países Baixos (Dutch Charts)                  | 34           |
| Portugal (AFP)                                | 13           |
| Espanha (PROMUSICAE)                          | 85           |
| Suíça (Schweizer Hitparade)                   | 22           |
| Reino Unido (Official Albums Chart)           | 10           |
| Estados Unidos (Billboard Independent Albums) | 17           |
| 56                                            |              |
| Estados Unidos (Top Alternative Albums)       | 19           |
| Estados Unidos (Dance/Electronic Albums)      | 6            |
| Estados Unidos (Top Rock Albums)              | 45           |
| Estados Unidos (Top Tastemaker Albums)        | 22           |
| Estados Unidos (Top Vinyl Albums)             | 11           |